# Своё ТВ (Ставропольский край)
Своё ТВ — основной телевизионный канал Ставрополья, начавший вещание в октябре 2004 года. Базируется на 21-й кнопке всех кабельных операторов Ставропольского края. Является сетевым партнером телеканала ОТР.

## История
Телекомпания «Своё ТВ» создана в октябре 2004 года.
В 2011 году учредителем компании выступило Правительство Ставропольского края.
С 1 августа 2014 года начал вещание на платформе «Триколор ТВ».
С 12 августа 2015 года работает в форме государственного автономного учреждения Ставропольского края.
Решением Федеральной конкурсной комиссии по телерадиовещанию от 1 марта 2017 года телеканал выбран обязательным общедоступным региональным телеканалом («21-я кнопка») Ставропольского края.
С 29 ноября 2019 года программы телеканала «Своё ТВ» выходят в эфире ОТР.
С 1 августа 2021 года по октябрь 2023 года осуществлялось радиовещание «Своё FM» в Ставрополе.

## Вещание
Следующие виды:
Спутниковое телевидение
- «Триколор ТВ»

Кабельное телевидение
- «Зелёная точка» (Ставрополь)
- "Город ТВ" (Ставрополь)
- «Формула связи» (Ставрополь)
- «Сфинкс-Ставрополь»
- «Телетекст-Плюс» (Пятигорск)
- Первое кабельное телевидение
- CCS
- «TeleCom»

Мобильное телевидение
- МТС ТВ
- «Wink TV»
- "МегаФон ТВ"
- "Билайн ТВ"

Также канал осуществляет эфирное вещание на территории Ставропольского края.

## Сетевые партнёры
- С 29 ноября 2019 года сетевым партнёром «Своё ТВ» является «ОТР»[12].

## Директора
- Алексей Папченя (с 2019 по 2020 г.г.)
- Андрей Скирда[2] (с 2020 по 2021 г.г.)
- Алексей Папченя (с 2021 - по наст. вр[13].)[2]